# Sportverein Eintracht Trier 05 2012-2013
Questa voce raccoglie le informazioni riguardanti il Sportverein Eintracht Trier 05 nelle competizioni ufficiali della stagione 2012-2013.

## Stagione
Nella stagione 2012-2013 l'Eintracht Trier, allenato da Roland Seitz, concluse il campionato di Regionalliga sudovest al 5º posto.

## Rosa
| N. |                     | Ruolo | Calciatore        |
| -- | ------------------- | ----- | ----------------- |
| 1  | Germania (bandiera) | P     | Andreas Lengsfeld |
| 2  | Germania (bandiera) | D     | Torge Hollmann    |
| 4  | Germania (bandiera) | D     | Fouad Brighache   |
| 5  | Germania (bandiera) | C     | Mario Klinger     |
| 6  | Germania (bandiera) | C     | Christopher Spang |
| 7  | Germania (bandiera) | C     | Steven Lewerenz   |
| 8  | Germania (bandiera) | C     | Christoph Anton   |
| 9  | Cambogia (bandiera) | A     | Chhunly Pagenburg |
| 10 | Germania (bandiera) | C     | Alon Abelski      |
| 11 | Germania (bandiera) | A     | Albutrin Aliu     |
| 11 | Germania (bandiera) | A     | Markus Fuchs      |
| 13 | Germania (bandiera) | C     | Steven Kröner     |
| 15 | Germania (bandiera) | D     | Fabian Zittlau    |
| 16 | Germania (bandiera) | D     | Kevin Heinz       |
| 16 | Germania (bandiera) | C     | Maximilian Watzka |

| N. |                                 | Ruolo | Calciatore         |
| -- | ------------------------------- | ----- | ------------------ |
| 17 | Germania (bandiera)             | A     | Burak Sözen        |
| 18 | Germania (bandiera)             | A     | Marco Quotschalla  |
| 19 | Germania (bandiera)             | A     | Erik Michels       |
| 20 | Germania (bandiera)             | D     | Michael Dingels    |
| 21 | Bosnia ed Erzegovina (bandiera) | C     | Fahrudin Kuduzovic |
| 22 | Germania (bandiera)             | D     | Thomas Konrad      |
| 23 | Germania (bandiera)             | D     | Baldo Di Gregorio  |
| 33 | Turchia (bandiera)              | A     | Erdoğan Yeşilyurt  |
| 41 | Costa d'Avorio (bandiera)       | P     | Stephan Loboué     |
|    | Germania (bandiera)             | D     | Daniel Braun       |
|    | Germania (bandiera)             | D     | David Thieser      |
|    | Germania (bandiera)             | C     | Tim Hartmann       |
|    | Germania (bandiera)             | C     | Marc Inhestern     |
|    | Germania (bandiera)             | A     | Kevin Arbeck       |

## Organigramma societario
Area tecnica
- Allenatore: Roland Seitz
- Allenatore in seconda: Rudi Thömmes
- Preparatore dei portieri: Sascha Purket
- Preparatori atletici:
- Analisi video:

## Calciomercato

### Sessione estiva
| Acquisti | Acquisti          | Acquisti             | Acquisti |
| R.       | Nome              | da                   | Modalità |
| -------- | ----------------- | -------------------- | -------- |
| A        | Markus Fuchs      | Saarbrücken          |          |
| D        | Fouad Brighache   | Darmstadt            |          |
| D        | Pit Hess          | Eintracht Trier II   |          |
| C        | Mario Klinger     | RW Oberhausen        |          |
| C        | Steven Kröner     | FSV Francoforte II   |          |
| C        | Steven Lewerenz   | RB Lipsia            |          |
| P        | Stephan Loboué    | Golden Arrows        |          |
| C        | Narciso Lubaca    | Alemannia Aquisgrana |          |
| C        | Maximilian Watzka | RB Lipsia            |          |

| Cessioni | Cessioni             | Cessioni                 | Cessioni |
| R.       | Nome                 | a                        | Modalità |
| -------- | -------------------- | ------------------------ | -------- |
| C        | Daniel Bauer         | Oldenburg                |          |
| D        | Cataldo Cozza        | Viktoria Colonia         |          |
| D        | Thomas Drescher      | Eschborn                 |          |
| C        | Martin Hauswald      | Meuselwitz               |          |
| C        | Holger Knartz        | Idar-Oberstein           |          |
| C        | Thomas Kraus         | Fortuna Colonia          |          |
| A        | Ahmet Kulabas        | Wacker Burghausen        |          |
| C        | Jerry Opoku-Karikari | RB Lipsia                |          |
| C        | Benjamin Pintol      | Eintracht Francoforte II |          |
| P        | André Poggenborg     | Fortuna Colonia          |          |
| A        | Wojciech Pollok      | Siegen                   |          |
| D        | Arthur Schütz        | FC Bitburg               |          |
| D        | Oliver Stang         | Borussia M'gladbach II   |          |

### Sessione invernale
| Acquisti | Acquisti          | Acquisti          | Acquisti |
| R.       | Nome              | da                | Modalità |
| -------- | ----------------- | ----------------- | -------- |
| A        | Erdoğan Yeşilyurt | Arminia Bielefeld |          |
| A        | Marco Quotschalla | Wuppertal         |          |

| Cessioni | Cessioni        | Cessioni     | Cessioni |
| R.       | Nome            | a            | Modalità |
| -------- | --------------- | ------------ | -------- |
| C        | Narciso Lubaca  | Uerdingen 05 |          |
| P        | Philipp Basquit | SV Mehring   |          |

## Risultati

### Regionalliga

#### Girone di andata
| Arbitro: | Schaal |

|                      |           |                    |
| Brighache 42’ (aut.) | Marcatori | 58’, 73’ Pagenburg |

| Arbitro: | Kühlmeyer |

|                    |           |                      |
| Pagenburg 14’, 36’ | Marcatori | 57’ Bell 77’ Hoilett |

| Arbitro: | Schmitt |

|                            |           |                    |
| Karapetyan 18’ Mimbala 88’ | Marcatori | 21’, 28’ Pagenburg |

| Arbitro: | Göpferich |

|             |           |                         |
| Abelski 42’ | Marcatori | 56’ Hassler 85’ Schäfer |

| Arbitro: | Schütz |

|  |           |                                    |
|  | Marcatori | 5’ Abelski 22’ Anton 72’ Pagenburg |

| Arbitro: | Münch |

|               |           |  |
| Pagenburg 56’ | Marcatori |  |

| Idar-Oberstein 5 settembre 2012, ore 19:00 CEST 7ª giornata | Idar-Oberstein | 0 – 0 referto | Eintracht Treviri | Sportanlage Im Haag (932 spett.)\| Arbitro: \| Vonderschmidt \| |
| Arbitro:                                                    | Vonderschmidt  |               |                   |                                                                 |

| 8 settembre 2012 8ª giornata |  | – turno di riposo |  |  |

| Arbitro: | Reisert |

|                                |           |           |
| Geiger 22’ Čolak 27’ Zerić 80’ | Marcatori | 74’ Fuchs |

| Arbitro: | Dingert |

|  |           |           |
|  | Marcatori | 42’ Stahl |

| Arbitro: | Kampka |

|  |           |           |
|  | Marcatori | 32’ Grimm |

| Arbitro: | Göpferich |

|  |           |                    |
|  | Marcatori | 69’, 71’ Pagenburg |

| Arbitro: | Schmitt |

|                  |           |                                      |
| Topic 65’ (rig.) | Marcatori | 41’ Lewerenz 58’ Pagenburg 84’ Fuchs |

| Arbitro: | Vonderschmidt |

|                           |           |  |
| Kuduzovic 70’ (rig.), 84’ | Marcatori |  |

| Arbitro: | Jöllenbeck |

|           |           |             |
| Morys 30’ | Marcatori | 84’ Abelski |

| Arbitro: | Münch |

|                         |           |                          |
| Pagenburg 72’, 82’, 89’ | Marcatori | 24’ Kaufmann 32’ Seddiki |

| Arbitro: | Schmidt |

|                            |           |                                      |
| Gregoritsch 11’ Ludwig 45’ | Marcatori | 41’ Watzka 59’ Kuduzovic 80’ Zittlau |

| Arbitro: | Baitinger |

|                         |           |                             |
| Velemir 21’ Talijan 56’ | Marcatori | 23’ Kuduzovic 59’ Pagenburg |

| Arbitro: | Kühlmeyer |

|               |           |  |
| Pagenburg 74’ | Marcatori |  |

#### Girone di ritorno
| Arbitro: | Göpferich |

|            |           |            |
| Müller 62’ | Marcatori | 46’ Watzka |

| Arbitro: | Meisberger |

|               |           |            |
| Pagenburg 47’ | Marcatori | 76’ Schulz |

| Arbitro: | Wiatrek |

|                                 |           |                  |
| Anton 4’ Quotschalla 38’ (rig.) | Marcatori | 67’ Ribeiro-Pais |

| Arbitro: | Beck |

|                                                         |           |               |
| Hassler 2’ Öz 4’, 22’, 57’ Konrad 15’ (aut.) Pintol 87’ | Marcatori | 67’ Pagenburg |

| Arbitro: | Schütz |

|  |           |           |
|  | Marcatori | 70’ Brown |

| Arbitro: | Kempter |

|                     |           |                                    |
| Bektashi 34’ (rig.) | Marcatori | 21’ (rig.) Quotschalla 82’ Klinger |

| Arbitro: | Reisert |

|  |           |                                 |
|  | Marcatori | 14’ Stutz 71’ Lawnik 73’ Gündüz |

| 23 marzo 2013 27ª giornata |  | – turno di riposo |  |  |

| Arbitro: | Alt |

|            |           |  |
| Kröner 61’ | Marcatori |  |

| Arbitro: | Dingert |

|                              |           |                                   |
| Ferfelīs 54’ (rig.) Lahn 58’ | Marcatori | 48’ Kröner 65’ (rig.) Quotschalla |

| Arbitro: | Braun |

|                 |           |  |
| Quotschalla 47’ | Marcatori |  |

| Elversberg 13 aprile 2013, ore 14:00 CEST 31ª giornata | Elversberg | 0 – 0 referto | Eintracht Treviri | Waldstadion an der Keiserlinde (800 spett.)\| Arbitro: \| Christ \| |
| Arbitro:                                               | Christ     |               |                   |                                                                     |

| Arbitro: | Schmitt |

|                                                        |           |  |
| Hollmann 10’ Kuduzovic 67’, 79’ Dingels 70’ Watzka 75’ | Marcatori |  |

| Kaiserslautern 27 aprile 2013, ore 14:00 CEST 33ª giornata | Kaiserslautern II | 0 – 0 referto | Eintracht Treviri | Fritz-Walter-Stadion (600 spett.)\| Arbitro: \| Zorn \| |
| Arbitro:                                                   | Zorn              |               |                   |                                                         |

| Treviri 4 maggio 2013, ore 14:00 CEST 34ª giornata | Eintracht Treviri | 0 – 0 referto | Sonnenhof G. | Moselstadion (1 437 spett.)\| Arbitro: \| Rafalski \| |
| Arbitro:                                           | Rafalski          |               |              |                                                       |

| Arbitro: | Kühlmeyer |

|                           |           |            |
| Agro 47’ (rig.) Kiral 62’ | Marcatori | 54’ Kröner |

| Arbitro: | Vonderschmidt |

|                                  |           |                         |
| Quotschalla 23’, 53’ Abelski 54’ | Marcatori | 43’ Thomalla 63’ Chabbi |

| Arbitro: | Schütz |

|            |           |                    |
| Kröner 17’ | Marcatori | 12’ (rig.) Leopold |

| Arbitro: | Schaal |

|                                     |           |  |
| Stark 18’ Jonuzi 35’ Schnetzler 65’ | Marcatori |  |

## Statistiche

### Statistiche di squadra
| Competizione          | Punti | In casa | In casa | In casa | In casa | In casa | In casa | In trasferta | In trasferta | In trasferta | In trasferta | In trasferta | In trasferta | Totale | Totale | Totale | Totale | Totale | Totale | DR |
| Competizione          | Punti | G       | V       | N       | P       | Gf      | Gs      | G            | V            | N            | P            | Gf           | Gs           | G      | V      | N      | P      | Gf     | Gs     | DR |
| --------------------- | ----- | ------- | ------- | ------- | ------- | ------- | ------- | ------------ | ------------ | ------------ | ------------ | ------------ | ------------ | ------ | ------ | ------ | ------ | ------ | ------ | -- |
| Regionalliga sudovest | 57    | 18      | 9       | 4       | 5       | 24      | 17      | 18           | 6            | 8            | 4            | 26           | 27           | 36     | 15     | 12     | 9      | 50     | 44     | +6 |
| Totale                | 57    | 18      | 9       | 4       | 5       | 24      | 17      | 18           | 6            | 8            | 4            | 26           | 27           | 36     | 15     | 12     | 9      | 50     | 44     | +6 |

### Andamento in campionato
| Giornata  | 1 | 2 | 3 | 4 | 5 | 6 | 7 | 8 | 9 | 10 | 11 | 12 | 13 | 14 | 15 | 16 | 17 | 18 | 19 | 20 | 21 | 22 | 23 | 24 | 25 | 26 | 27 | 28 | 29 | 30 | 31 | 32 | 33 | 34 | 35 | 36 | 37 | 38 |
| --------- | - | - | - | - | - | - | - | - | - | -- | -- | -- | -- | -- | -- | -- | -- | -- | -- | -- | -- | -- | -- | -- | -- | -- | -- | -- | -- | -- | -- | -- | -- | -- | -- | -- | -- | -- |
| Luogo     | T | C | T | C | T | C | T |   | T | C  | C  | T  | T  | C  | T  | C  | T  | T  | C  | T  | C  | C  | T  | C  | T  | C  |    | C  | T  | C  | T  | C  | T  | C  | T  | C  | C  | T  |
| Risultato | V | N | N | P | V | V | N |   | P | P  | P  | V  | V  | V  | N  | V  | V  | N  | V  | N  | N  | V  | P  | P  | V  | P  |    | V  | N  | V  | N  | V  | N  | N  | P  | V  | N  | P  |
| Posizione | 5 | 4 | 4 | 9 | 7 | 4 | 5 | 5 | 7 | 9  | 11 | 10 | 9  | 4  | 5  | 5  | 5  | 5  | 5  | 4  | 4  | 3  | 5  | 5  | 4  | 4  | 6  | 4  | 6  | 3  | 5  | 4  | 3  | 3  | 4  | 3  | 4  | 5  |

Legenda:

Luogo: C = Casa; T = Trasferta. Risultato: V = Vittoria; N = Pareggio; P = Sconfitta.

### Statistiche dei giocatori
| A. Abelski     | 33 | 4  | 15 | 0 |
| A. Aliu        | 3  | 0  | 0  | 0 |
| C. Anton       | 20 | 2  | 7  | 0 |
| K. Arbeck      | 1  | 0  | 0  | 0 |
| D. Braun       | 1  | 0  | 0  | 1 |
| F. Brighache   | 31 | 0  | 2  | 0 |
| B. Di Gregorio | 15 | 0  | 3  | 0 |
| M. Dingels     | 21 | 1  | 5  | 0 |
| M. Fuchs       | 12 | 2  | 2  | 0 |
| T. Hartmann    | 1  | 0  | 0  | 0 |
| K. Heinz       | 3  | 0  | 0  | 0 |
| T. Hollmann    | 33 | 1  | 7  | 0 |
| M. Inhestern   | 1  | 0  | 0  | 0 |
| M. Klinger     | 19 | 1  | 4  | 0 |
| T. Konrad      | 19 | 0  | 5  | 0 |
| S. Kröner      | 33 | 4  | 10 | 0 |
| F. Kuduzovic   | 34 | 6  | 4  | 0 |
| A. Lengsfeld   | 22 | 0  | 0  | 0 |
| S. Lewerenz    | 28 | 1  | 5  | 1 |
| S. Loboué      | 16 | 0  | 2  | 1 |
| N. Lubaca      | 9  | 0  | 0  | 0 |
| E. Michels     | 4  | 0  | 0  | 0 |
| C. Pagenburg   | 24 | 18 | 4  | 0 |
| M. Quotschalla | 15 | 6  | 4  | 0 |
| C. Spang       | 11 | 0  | 1  | 0 |
| B. Sözen       | 7  | 0  | 0  | 0 |
| D. Thieser     | 1  | 0  | 1  | 0 |
| M. Watzka      | 29 | 3  | 7  | 0 |
| E. Yeşilyurt   | 16 | 0  | 1  | 0 |
| F. Zittlau     | 33 | 1  | 2  | 0 |